# Tea for Two
Tea for Two ist ein aus dem von Vincent Youmans (Musik) und Irving Caesar (Text) komponierten Broadway-Musical No, No, Nanette stammender Song, der nach isolierter Veröffentlichung im Jahr 1925 zum Jazzstandard und stilübergreifend von vielen Interpreten gecovert wurde. 1963 zählte die ASCAP den Song zu den sechzehn erfolgreichsten Musikwerken aller Zeiten.

## Entstehungsgeschichte
Texter Irving Caesar wurde von Komponist Vincent Youmans im Jahr 1924 nachts gebeten, dringend einen Text zu einer vorhandenen Melodie zu verfassen. Spontan entwickelte Caesar (1895–1996) eine vorläufige Text-Attrappe. Er nutzte für die Liedbrücke einen im England des 18. Jahrhunderts üblichen Ausruf mobiler Teeverkäufer, die zwei Kannen Tee für den Preis von einer anboten. Caesar hatte diesen Ausdruck wohl nicht gekannt, denn er verwendet die Redewendung für ein romantisches Treffen zweier Personen beim Tee. Am nächsten Tag entwickelte er den Text weiter. Er bat darum, die Melodie im zweiten Abschnitt (Takte 9 bis 16) zu erweitern, um mehr Silben unterzubringen, womit der bis dahin mit seinen punktierten Vierteln plus Achtelnoten etwas monotone Rhythmus wirkungsvoller wurde.
Im Musical ist der Titel im zweiten Akt platziert, als Nanette und Tom über ihre Zukunft sinnieren.
Der aus 32 Takten bestehende Song baut auf einem Minimum an Tönen und Intervallen auf, sodass die simple, sparsame Melodie lediglich ein Intervall von neun Tönen umfasst. Ihr Refrain besteht fast ausschließlich aus punktierten Viertel- und Achtelnoten. Die eigentlich hieraus resultierende Monotonie wird durch eine intensive Wiederholung überdeckt. Zudem sorgen abrupte Tonartwechsel zwischen As-Dur und C-Dur für Spannung.

## Uraufführung
Die erste Aufführung des Musicals fand im April 1924 in Detroit statt, es folgte Chicago, und dann gelangt das Musical erst nach New York. am 16. September 1925 im Globe Theater statt, wo es zu 321 Aufführungen kam. Zuvor waren am 14. Mai 1925 die Notenblätter für das Musical veröffentlicht worden.

## Plattenaufnahmen

Benson Orchestra of Chicago – Tea for Two

Marion Harris – Tea for Two

Durch die Vielzahl der Coverversionen ist der Song zum Evergreen geworden. Im Folgenden werden die musikologisch wichtigen Fassungen erwähnt. Die erste Platten-Aufnahme stammt vom Benson Orchestra of Chicago, das den Song am 28. August 1924 als Instrumentaltitel aufnahm (Victor #19438). Nach Veröffentlichung im Januar 1925 gelangte der Titel bis auf Rang 5 der Hitparade. Die nächste Plattenversion stammt von Sopranistin Helen Clark zusammen mit Lewis James und entstand am 22. September 1924 musicalgerecht als Duett (Victor #19463). Insgesamt kam der Titel danach noch in sechs weiteren Versionen in die Hitparade, wobei die am 15. Oktober 1924 entstandene Vokalfassung von Marion Harris mit Rang 1 (3 Wochen) am besten abschnitt. Die Instrumentalversion von Ben Bernie mit seinem Orchester kam 1925 bis auf Platz 10 der amerikanischen Charts.
Red Nichols & His Five Pennies nahmen am 14. Februar 1930 die erste wichtige Jazz-Einspielung auf (Brunswick #4724); im gleichen Jahr kam die am 27. Dezember 1929 entstandene Coverversion der Ipana Troubadours bis auf Platz 15 der amerikanischen Charts. Art Tatum brachte gleich zwei Fassungen heraus, die erste davon entstand am 21. März 1933; seine Fassung vom 12. April 1939 konnte sich bis auf Rang 18 der amerikanischen Charts vorarbeiten. Fats Waller spielt am 11. Juni 1937 ein Piano-Solo ein (Victor #25618). Django Reinhardt nahm seine ersten Versionen in Paris am 21. Dezember 1937 auf. Teddy Stauffer nahm den Titel 1941 in der Schweiz auf. Tenorsaxophonist Lester Young nahm den Song mehrfach auf, zuerst am 15. Juli 1942 mit Nat King Cole am Piano; am 28. November 1952 entstand eine Version mit Oscar Peterson (Lester Young with the Oscar Peterson Trio). Das Barney Bigard Trio (Signature #28116) folgte mit einer Aufnahme vom 22. Januar 1944, Gene Krupa and His Orchestra mit Anita O’Day am 23. Oktober 1945. Doris Day sang das Lied im gleichnamigen Film, der am 1. September 1950 in die Kinos kam (deutscher Titel: Bezaubernde Frau), jedoch inhaltlich nichts mit dem Musical gemeinsam hat. Die von Day besungene LP zum Film mit dem Titel Tea for Two wurde am 4. September 1950 veröffentlicht. Doris Day ist die Umwandlung des Jazz-Titels in einen Schlager zu verdanken.
Ein Cha-Cha-Cha war das Original nicht; erst in der mit der von Warren Covington geleiteten Band von Tommy Dorsey bekannt gewordenen Version vom 23. April 1958 (Decca #30704) wurde der Titel zur Erkennungsmelodie für den Cha-Cha-Cha und schaffte mit Tea for Two Cha, Cha nach Veröffentlichung im September 1958 Rang 7 der amerikanischen und Platz 3 der britischen Pop-Hitparade.
Auch im Modern Jazz diente der Song als Improvisationsgrundlage; so nahm ihn John LaPorta mit Lennie Tristano auf, aber auch Dave Brubeck, Thelonious Monk oder Ran Blake im Duo mit Jaki Byard. Die Sängerinnen Ella Fitzgerald und Anita O’Day schufen mustergültige Interpretationen.
Vincent Youmans erlebte die Entwicklung seiner Komposition zum Welthit nicht vollständig mit, denn er verstarb im Alter von 48 Jahren im Jahre 1946 in Denver an Tuberkulose. Sein Partner Caesar allerdings konnte an diesem Erfolg teilhaben, denn er wurde 101 Jahre alt und starb erst 1996 in New York.

## Trivia
Im Oktober 1927 wettete der Dirigent Nikolai Malko mit dem Komponisten Dmitri Schostakowitsch um 100 Rubel, dass es nicht möglich sei, in weniger als einer Stunde ein Stück zu orchestrieren. Schostakowitsch nahm die Wette an und schrieb in 45 Minuten eine Orchesterversion des Liedes. Seine Version, Tahiti-Trott op. 16, wurde am 25. November 1928 in Moskau uraufgeführt und ist seither sehr populär.
Das Lied besitzt in der französischen Filmkomödie Drei Bruchpiloten in Paris eine Bedeutung: Es dient als Erkennungsmelodie zweier im Frankreich zur Zeit der deutschen Besatzung notgelandeten, britischen Air-Force-Piloten.

## Statistik
Die ASCAP listet 80 Coverversionen auf, wovon noch die von den Comedian Harmonists am 17. Dezember 1934 eingespielte Fassung erwähnenswert ist. Musikforscher Hermann Rauhe fand noch einen Aspekt heraus, der das minimalistische Werk Tea For Two zum Evergreen werden ließ; die Melodie habe nämlich alle paar Jahre den Rhythmus geändert. „Als das Stück 1924 entstand, war es ein Foxtrott-Rhythmus, fünf Jahre später Rumba, langsamer Walzer, Tango und so fort.“ Insbesondere die Cha-Cha-Cha-Version des Dorsey Orchestra darf dabei nicht vergessen werden. Art Tatums Version rangiert auf Platz 226 der Songs of the Century.